# Osiek Mały (gmina)

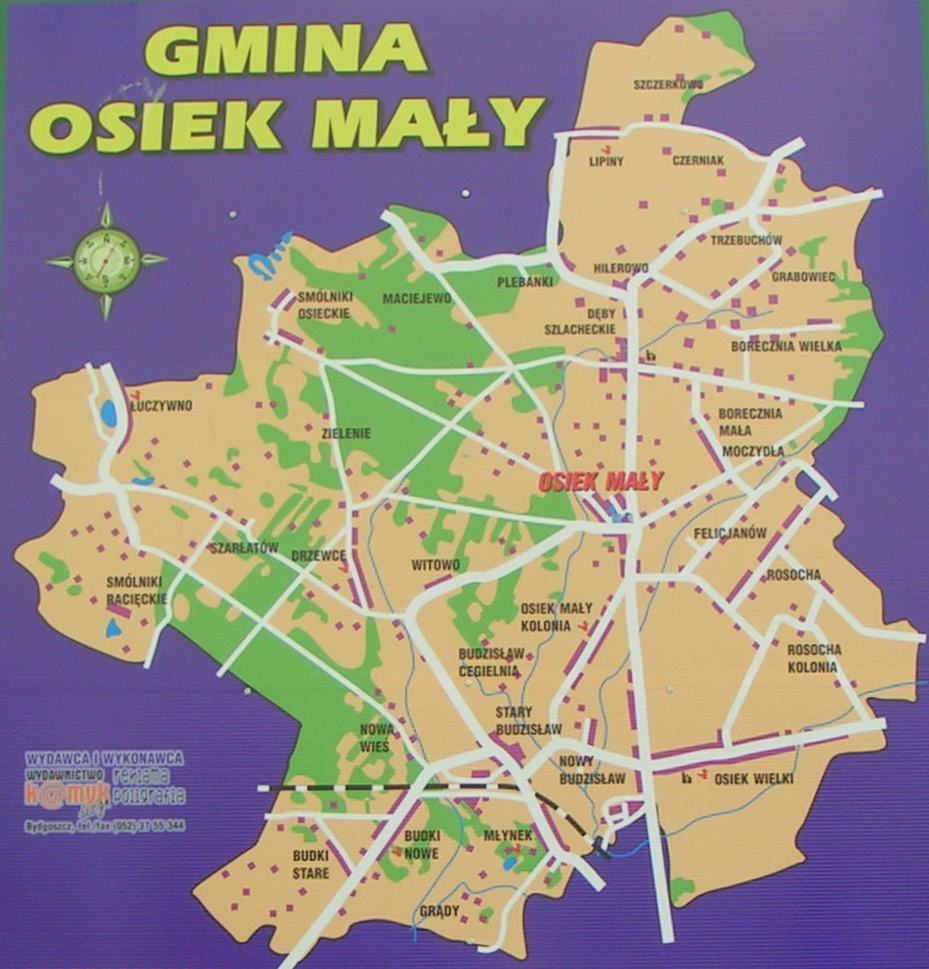
Mapa gminy Osiek Mały

Osiek Mały (do 1954 gmina Budzisław) – gmina wiejska w województwie wielkopolskim, w powiecie kolskim. W latach 1975–1998 gmina położona była w województwie konińskim.
Siedziba gminy to Osiek Mały.
Według danych z 30 czerwca 2009 gminę zamieszkiwało 5961 osób.

## Przyroda
Południowa część gminy Osiek Mały leży na Nizinie Południowowielkopolskiej (Kotlina Kolska), natomiast północne krańce wchodzą w skład Pojezierza Kujawskiego. Lasy stanowią zaledwie kilkanaście procent powierzchni. Krajobraz zdominowany jest przez pola uprawne.

## Historia
Początki kształtowania się osadnictwa na terenie gminy sięgają mezolitu, w gminie odnaleziono cztery stanowiska osadnicze: dwa w Starym Budzisławiu oraz po jednym w Nowym Budzisławiu i Młynku. Z epoki kultury pucharów lejkowatych na terenie gminy odnaleziono łącznie 58 stanowisk w Młynku, Starym Budzisławiu, Nowym Budzisławiu, Budkach Nowych, Budkach Starych i Osieku Wielkim. 
Z okresu końcowego neolitu odnaleziono łącznie 23 stanowiska w Młynku, Nowym Budzisławiu, Starym Budzisławiu i Budkach Nowych. We wczesnej epoce brązu istniały osady w Młynku, Nowym i Starym Budzisławiu oraz w Budkach Starych i Budkach Nowych. Z epoki kultury łużyckiej odnaleziono łącznie 61 stanowisk w Osieku Wielkim, Smólnikach Racięckich, Nowym i Starym Budzisławiu, Budkach Starych i w Młynku. Z okresu kultury przeworskiej odnaleziono łącznie aż 170 stanowisk w Osieku Wielkim, Osieku Małym, Młynku, Kolonii Osieku Małym, Budzisławiu Starym, Budzisławiu Nowym, Budkach Starych i Budkach Nowych.
Tereny gminy należały w średniowieczu do kasztelanii lędzkiej i w XIII wieku kilkakrotnie przechodził z rąk książąt wielkopolskich na rzecz książąt kujawskich. Ostatecznie jednak od II połowy XIII wieku ziemie te zostały trwale złączone z dzielnicą wielkopolską. W XIV wieku tereny gminy znalazły się w granicach województwa kaliskiego i powiatu konińskiego. 
24 lutego 1330 roku podkomorzy dobrzyński Jarand herbu Pomian wystawił dokument lokujący wieś Osiek Wielki na prawie magdeburskim.
Początkowo Osiek Wielki był własnością prywatną. W 1345 Osiek i okolice były już własnością kościelną. Nie wiadomo w jakich okolicznościach to nastąpiło, ale w 1476 roku Osiek Wielki i Rosocha wchodziły już w skład starostwa kolskiego. W 1471 Jan Hińcza z Rogowa wykupił wójtostwo Osieka Wielkiego i darował je władzom miasta Koła. 
Od 1795 tereny gminy Osiek Mały należały do powiatu konińskiego w departamencie kaliskim. W Księstwie Warszawskim gmina Osiek znów stała się częścią powiatu konińskiego i departamentu kaliskiego.
Po kongresie wiedeńskim Osiek stał się częścią Królestwa Polskiego i województwa kaliskiego, a od 1837 guberni kaliskiej. W okresie Królestwa Polskiego Osiekiem Małym i Dębami Szlacheckimi zarządzała rodzina Przyłubskich, pozostawali oni wójtami tych miejscowości do czasu reformy administracyjnej w 1864.
Według wojskowego opracowania statystycznego z 1850 na terenie dzisiejszej gminy Osiek Mały istniały gminy: Budzisław Kolski, Osiek Mały i Trzebieszów (Trzebuchów) Kamienny. Osiek Wielki należał do Gminy Ekonomii Rządowej Koło z siedzibą w Kościelcu, a następnie do Gminy Donacyjnej Kościelec (dobra gen. Kreutza).  Ówczesna gmina Osiek Mały obejmowała wsi: Osiek Mały, Dęby Szlacheckie, Plebanki, Hillerowo, Borecznia, Felicjanów, Smólniki i Maciejowo, których łączna liczba mieszkańców wynosiła 1108. 
W 1866 miejscowości leżące na terenie obecnej gminy Osiek Mały weszły w skład trzech gmin: Budzisław, Czołowo i Sompolno. Najwięcej z nich znalazło się w gminie Budzisław Kolski, która obejmowała wsie: Babia Góra, Borecznia Trzciniec, Borecznia Wielka, Budki Nowe i Stare, Budy Pustkowe, Budzisław Kolski, Budzisław Kolski Nowy, Chojkowy Grunt, Czerniak, Dębowy Grunt, Dęby Szlacheckie, Dęby Szlacheckie Poproboszczowskie, Drzewce, Dzierzny, Felicjanów, Gęsiny, Góry, Grabowiec, Grądy, Hilerowo, Lubiny, Maciejowo, Markowy Grunt, Młynek, Nowa Wieś, Ochle, Osiek Mały, Plebanki, Siękno, Smólniki, Szarłatów, Szarłatów-Zagajnik, Trzebuchów Kamienny, Witowo. Powierzchnia gminy Budzisław wynosiła w 1880 roku 12 696 mórg.
W okresie międzywojennym gmina Osiek Mały funkcjonowała jako gmina Budzisław. Po kampanii wrześniowej gmina Budzisław znalazła się w Kraju Warty i kierował nią Paul Klinik, mieszkało w niej 4 614 Polaków i 688 Niemców. Zmieniono także nazwę gminy, od tego czasu Budzisław nazywał się Ehernfeld. Na podstawie danych zebranych przez W. Frątczaka wiadomo, że w czasie okupacji z terenu parafii Dęby Szlacheckie wysiedlono 400 rodzin, a z parafii Osiek Mały 186. Kolejnymi komisarzami gminy byli Edward Rössler i Frierich Hassman, w Budzisławiu stacjonował też oddział SS, którego dowódcą był Friedrich Uchkle.
Przed II wojną światową na terenie gminy Budzisław mieszkało około 22 Żydów. W 1941 wszyscy zostali wysiedleni i najprawdopodobniej zgładzeni w obozie zagłady w Chełmnie. Podczas II wojny światowej na terenie gminy Budzisław działał ruch konspiracyjny, skupiony w większości wokół Narodowej Organizacji Wojskowej. 
W 1945 i 1946 na terenie gminy działała m.in. grupa podporucznika Zygmunta Wawrzyniaka ps. „Sęp”, z oddziałem współpracowali miejscowi rolnicy.
Po II wojnie światowej gmina Budzisław weszła w skład powiatu kolskiego i województwa poznańskiego. W 1954 gminę podzielono na gromady, były to: Budzisław Stary, Dęby Szlacheckie, Osiek Mały, Osiek Wielki i Łuczywno. W 1960 połączono gromady Łuczywna i Dęby Szlacheckie. Później tereny obydwóch tych gromad włączono do gromady w Osieku Małym. W 1959 dyskutowano także nad zniesieniem gromady Osiek Wielki, ale planów tych zaniechano wskutek protestu radnych Gromadzkiej Rady Narodowej i mieszkańców. Gromadę Osiek Wielki zniesiono jednak decyzją wojewódzkiej rady narodowej w grudniu 1971, a jej teren został podzielony i przydzielony do gromad w Kole, Osieku Małym i Wrzącej Wielkiej. W związku ze zniesieniem w 1972 gromad, zapadła decyzja o utworzeniu gminy Osiek Mały, pierwsza sesja rady gminy odbyła się 4 stycznia 1973. 
W latach 70. gmina liczyła około 5 700 mieszkańców, użytki rolne stanowiły 78% powierzchni gminy, a gmina znana była z hodowli owiec. W latach 80. władze gminy były często krytykowane przez władze partyjne z powodu słabego zarządzania gminą. Według artykułu opublikowanego w 1981 w Przeglądzie Konińskim, w gminie nie było domu kultury, Gminnej Spółdzielni (a jedynie filia spółdzielni z Koła), a blisko połowa z 80 kilometrów dróg w obrębie gminy nie jest utwardzona. Przez teren gminy przebiegała też jedyna w województwie nieutwardzona droga państwowa Koło−Lubstów. W gminie działała również chlewnia Rolniczej Spółdzielni Produkcyjnej w Szarłatowie, inwestycja okazała się jednak nietrafiona, a w chlewni była bardzo duża śmiertelność wśród prosiąt.
W 1990 wójtem gminy została Anna Olejnicka. W latach 90. na całą gminę był jeden posterunek policji, obsługiwany przez dwóch policjantów. Wiązało się to ze wzrostem przestępczości, włamywano się m.in. do Urzędu Gminy lub kradziono inwentarz żywy. W gminie istniało 5 szkół i dwie filie. Dwie największe szkoły: w Osieku i Dębach Szlacheckich miały po 150 uczniów, 3 szkoły miały 100 uczniów, a w filiach łącznie 59 wraz z „zerówką”. Stan techniczny szkół był opłakany (np. szkoła w Budkach z 1936, która zamiast stropu miała polepę) i wymagały one pilnego remontu oraz rozbudowy. 
W 1996 wójtem został Marek Górczewski. W 2010 dr. Gerard Kucharski z Uniwersytetu im. Adama Mickiewicza w Poznaniu przygotował projekt herbu, flagi oraz pieczęci gminy. Radni wybrali projekt herbu, na którym znalazły się: srebrna lilia, złoty pastorał skrzyżowany z mieczem i drzewo dębu o pięciu liściach. Projekt nie uzyskał jednak akceptacji Komisji Heraldycznej, jako „przeładowany symboliką” i był zbyt daleki od zgodności ze sztuką historyczną. W 2013 ten sam projektant przedstawił projekty odnoszące się do wezwania kościoła parafialnego w Dębach Szlacheckich, pierwszy przedstawiał trzy srebrne lilie na czerwonym polu, a drugi złotą lilię heraldyczną w otoczeniu wieńca z 12 gwiazd. Obie propozycje również zostały odrzucone przez Komisję Heraldyczną. 
Nowy herb gminy ustanowiono dopiero w 2015.

## Komunikacja
Przez gminę przebiega kilka dróg powiatowych. Główna to droga łącząca Koło z Sompolnem. Przez gminę przebiega linia kolejowa Warszawa Zachodnia – Poznań Główny, na której znajduje się przystanek kolejowy Budki Nowe.

## Parafie katolickie
Na terenie gminy znajdują się dwa kościoły parafialne obrządku rzymskokatolickiego. Wszystkie one wchodzą w skład diecezji włocławskiej.
- dekanat kolski
  - parafia św. Bartłomieja Apostoła w Osieku Wielkim
- dekanat sompoleński
  - parafia Wniebowzięcia NMP w Dębach Szlacheckich

## Struktura powierzchni
Według danych z roku 2002 gmina Osiek Mały ma obszar 87,33 km², w tym:
- użytki rolne: 78%
- użytki leśne: 18%

Gmina stanowi 8,64% powierzchni powiatu.

## Demografia

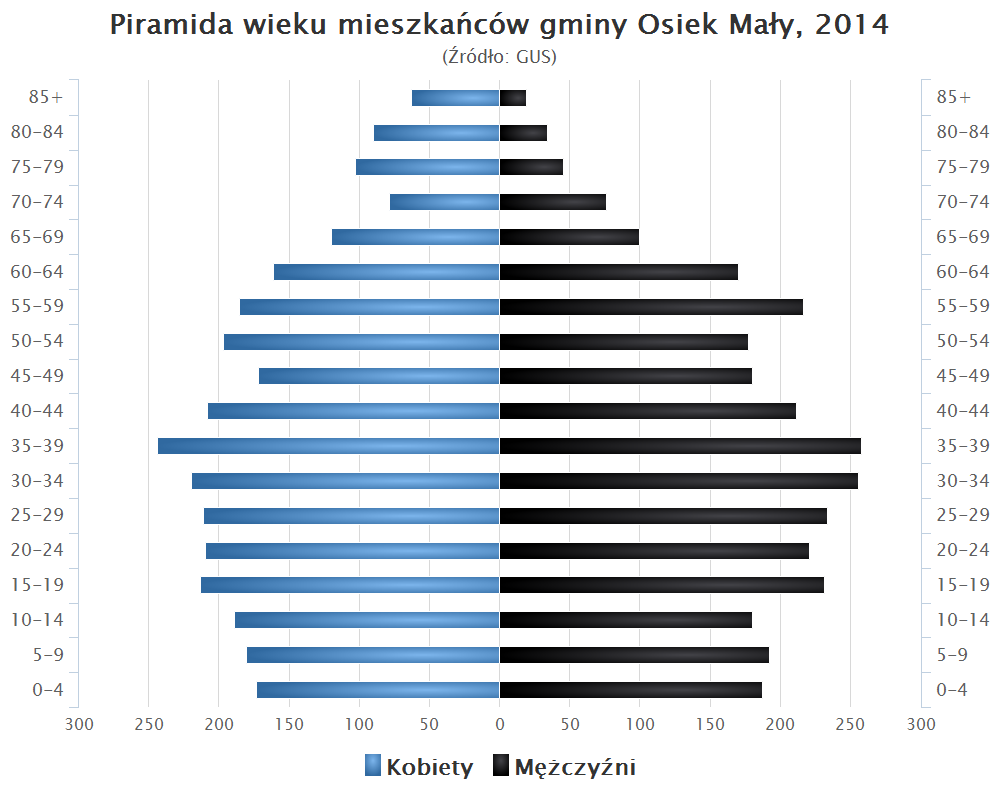
Piramida wieku mieszkańców gminy Osiek Mały w 2014 roku

Dane z 30 czerwca 2009:
| Opis                              | Ogółem | Ogółem | Kobiety | Kobiety | Mężczyźni | Mężczyźni |
| --------------------------------- | ------ | ------ | ------- | ------- | --------- | --------- |
| jednostka                         | osób   | %      | osób    | %       | osób      | %         |
| populacja                         | 5961   | 100    | 3027    | 50,8    | 2934      | 49,2      |
| gęstość zaludnienia (mieszk./km²) | 68,2   | 68,2   | 34,6    | 34,6    | 33,6      | 33,6      |

## Sąsiednie gminy
gmina Babiak, gmina Koło, miasto Koło, gmina Kramsk, gmina Sompolno